# Міхаїл-Когелнічану (Шуцешть, Бреїла)
Міхаїл-Когелнічану (рум. Mihail Kogălniceanu) — село у повіті Бреїла в Румунії. Входить до складу комуни Шуцешть.
Село розташоване на відстані 140 км на північний схід від Бухареста, 36 км на захід від Бреїли, 146 км на північний захід від Констанци, 47 км на південний захід від Галаца.

## Населення
За даними перепису населення 2002 року у селі проживали 408 осіб, усі — румуни. Усі жителі села рідною мовою назвали румунську.